# Dumitrești, Vrancea
Dumitrești este satul de reședință al comunei cu același nume din județul Vrancea, Muntenia, România.